# Краснояр (Мелеузовский район)
Краснояр, Новый Краснояр — упразднённая в 1979 году деревня Корнеевского сельсовета Мелеузовского района. В 1979 году вошла в состав д. Даниловка, с присвоением названия «улица Красноярская» Находилась в 54 км от города Мелеуза и в 34 км от станции Салават.

## География
Находилась на правом берегу реки Ашкадар.
По данным на 1969 год расстояние до:
- районного центра (Мелеуз): 54 км,
- центра сельсовета (Даниловка): 2 км,
- ближайшей ж/д станции (Салават): 34 км.

## История
Основан, как пишет А. З. Асфандияров, посёлок Красный Яр (Моисеевский) в 1878 году крестьянами из Самарской и Курской губерний.
По данным на 1926 год село Краснояр входило в Зиргановскую волость Стерлитамакского кантона, находилась в 25 верстах от центра волости — села Зиргана.
По данным на 1969 год входила в Даниловский сельсовет (центр — д. Даниловка).
Указ Президиума ВС Башкирской АССР от 29.09.1979 N 6-2/312 «Об исключении некоторых населённых пунктов из учётных данных по административно-территориальному делению Башкирской АССР» гласил:

Президиум Верховного Совета Башкирской АССР постановляет: 

В связи с перечислением жителей и фактическим прекращением существования исключить из учётных данных по административно-территориальному делению Башкирской АССР следующие населённые пункты
по Мелеузовскому району (Корнеевский сельсовет):

деревни Бобринка, Карайсы, Краснояр, Потешкино

## Население
В 1896 году — 285 человек; по переписи 1920 года проживали преимущественно русские, всего 229 человек (100 мужчин, 129 женщин).
По данным на 1969 год проживало 92 человека, преимущественно русские.

## Инфраструктура
Личное приусадебное хозяйство. В 1896 — 37 дворов, в 1920 г. — 38.